# 부르글린데 폴락
부르글린데 폴락(독일어: Burglinde Pollak, 1951년 6월 10일 ~ )은 5종 경기를 주로 활약한 동독의 전직 육상 선수이다.
그녀는 1972년과 1976년 하계 올림픽에서 2연속 동메달을 획득하였고, 1980년 하계 올림픽에서 6위를 했다. 그녀는 유럽 선수권 대회에서 3회의 은메달(1971, 1974, 1978)을 획득하였다.
국내적으로는 5회의 동독 타이틀(1970 ~ 71, 1973 ~ 74, 1979)을 우승하였다.  그녀의 타이틀 수집은 3개 더의 실내 타이틀에 의하여 완료되었다.  자신의 경력에서 폴락은 또한 1970년 3개와 1973년 2개의 세계 기록들을 세웠다.  1981년 5종 경기가 7종 경기로 대체될 때 그녀는 육상에서 은퇴하였다.
폴락은 교수로서 교육을 받았으나 후에 물리 치료의사로 일하였다.

## 참조
1. ↑  부르글린데 폴락 보관됨 2011-06-15 - 웨이백 머신. sports-reference.com